# Чі (серіал)
«Чі» (англ. The Chi) — американський драматичний телесеріал, створений Ліною Вейт про життя в мікрорайоні на Сауд-Сайд, Чикаго. Режисером пілота став Рік Фамуїва . Прем'єра відбулася на Showtime 7 січня 2018 року. У серпні 2021 року, після завершення четвертого сезону, було оголошено, що серіал подовжено на п'ятий сезон.

## Сюжет
Чі описуть як «доленосний поворот подій, який викликає низку подій на Сауд-Сайд і пов'язує життя Еммета, Брендона, Ронні та Кевіна несподіваним чином».

## Актори та персонажі
| Актор                 | Роль                                                                    | Сезони     |
| --------------------- | ----------------------------------------------------------------------- | ---------- |
| Джейсон Мітчелл       | Брендон Джонсон                                                         | сезони 1-2 |
| Нтаре Гума Мбахо Мвін | Ронні Девіс                                                             | 1-3 сезони |
| Джейкоб Латімор       | Емметт Вашингтон                                                        |            |
| Алекс Хібберт         | Кевін Вільямс                                                           |            |
| Тіффані Бун           | Джерріка Літтл дівчина Брендона                                         | 1-2 сезони |
| Йолонда Росс          | Джада Вашингтон мати Еммета                                             |            |
| Армандо Рієско        | детектив Крус                                                           | сезони 1-2 |
| Роландо Бойс          | Дарнелл батько Еммета                                                   | 2-4 сезони |
| Бартон Фіцпатрік      | Реґ Тейлор старший брат Джейка та лідер банди                           | 1-2 сезони |
| Шамон Браун-молодший  | Стенлі «Папа» Джексон найкращий друг Кевіна та Джейка                   | 1-2 сезони |
| Майкл В. Еппс         | Джейк Тейлор найкращий друг Кевіна та Папа, молодший брат Реґа та Тріга | 1-2 сезони |
| Біргунді Бейкер       | Кіша Вільямс сестра Кевіна                                              | 1-3 сезони |
| Люк Джеймс            | Віктор «Тріг» Тейлор старший брат Реґ та Джейка                         | 3-4 сезони |
| Кертіс Кук            | Отіс «Дуда» Перрі                                                       | 2-4 сезони |